# 西塞費托
西塞費托（法語：Séféto-Ouest），是馬里的城鎮，位於該國西南部，由卡伊區的基塔省負責管轄，面積2,400平方公里，海拔高度264米，2009年人口19,418，人口密度每平方公里8.1人。